# 萨比特·伊本·库拉
萨比特·伊本·库拉（阿拉伯语：‎，826年2月18日—901年），是一位敘利亞阿拉伯數學家、醫生、天文學家和翻譯家，在9世紀下半葉阿拔斯王朝统治時期住在巴格达。
萨比特·伊本·库拉在代數、幾何和天文學方面取得了重要的發現。 在天文學中，塔比被認為是托勒密體系的第一批改革者之一，在力學中，他是靜力學的創始人。